# Volyn Loutsk
Maillots
Le Futbolny Klub Volyn Loutsk (en ukrainien : Футбольний Клуб Волинь Луцьк), plus couramment abrégé en Volyn Loutsk, est un club ukrainien de football fondé en 1960 et basé dans la ville de Loutsk.

## Histoire du club
- 1960 : fondation du club sous le nom de Volyn Loutsk
- 1968 : le club est renommé Torpedo Loutsk
- 1972 : le club est renommé SK Loutsk
- 1977 : le club est renommé Torpedo Loutsk
- 1989 : le club est renommé Volyn Loutsk
- 2003 : soupçonnés d'avoir laissé gagner le FK Dnipro lors du dernier match de la saison, tous les joueurs du club ont été licenciés[3]

## Bilan sportif

### Palmarès
| Compétitions nationales                                                    |
| -------------------------------------------------------------------------- |
| - Championnat d'Ukraine de deuxième division (1) : - Champion : 2001-2002. |

### Classements en championnat
La frise ci-dessous résume les classements successifs du club en championnat d'Union soviétique.
La frise ci-dessous résume les classements successifs du club en championnat d'Ukraine.

## Personnalités du club

### Présidents
- Vitaliy Kvartsyanyi

### Entraîneurs
| - Borys Nyemets (1960) - Mykola Havrylyouk (1960) - Yevhen Horbounov (1961) - Volodymyr Yeremeyev (1962 - 1964) - Dmytro Alimov (1965) - Yuriy Holovey (1965 - 1968) - Borys Voloctchouk (1968 - 1969) - Yuriy Avanesov (1970 - 1971) - Mykhaylo Rybak (1972 - 1973) - Ernest Kesler (1974 - 1976) - Volodymyr Baysarovytch (1977 - 1978) - Yevhen Pyestov (1979) - Vyacheslav Pershyne (1980 - 1983) | - Myron Markevych (1984 - 1987) - Vitaliy Kvartsyanyi (1988 - 1991) - Myron Markevych (1992) - Roman Pokora (1992 - 1994) - Leonid Bakay (1994) - Vitaliy Kvartsyanyi (1994 - 1996) - Oleksiy Yeschenko (1996) - Yuriy Dyachuk-Stavytskyi (1996) - Anatoliy Radenko (1996 - 1997) - Oleksiy Yechtchenko (1997 - 1997) - Yuriy Shulyatytskyi (1998 - 1999) - Oleksiy Yechtchenko (1999 - 2000) - Vitaliy Kvartsyanyi (2001 - 2003) | - Stepan Pavlov (2003) - Vitaliy Kvartsyanyi (2003 - 2011) - Anatoliy Demyanenko (2012 - 2013) - Anatoliy Piskovets (2013) - Vitaliy Kvartsyanyi (2013) - Vitaliy Kvartsyanyi (2013 - 2017) - Yaroslav Komziouk (2017 - 2017) - Albert Shakhov (2017) - Viktor Bohatyr (2017 - 2018) - Albert Shakhov (2018) - Andriy Tloumak (2018 - 2020) - Vasyl Sachko (2020 - 2021) - Albert Shakhov (2021 - ) |

## Identité visuelle

### Logo

Évolution du logo
Logo de [Quand ?] à [Quand ?].
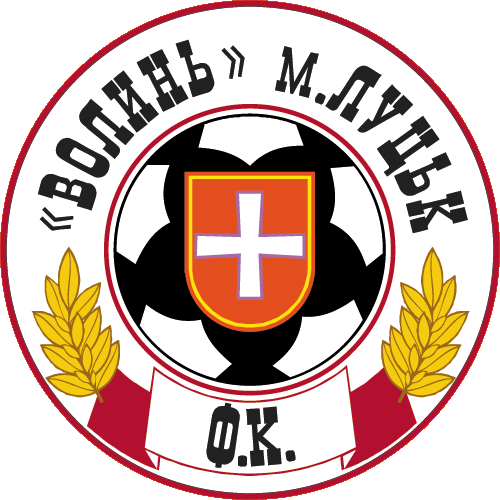
Logo depuis [Quand ?].